# Вецано Лигуре
Вецано Лигуре (итал. Vezzano Ligure) је насеље у Италији у округу Ла Специја, региону Лигурија.
Према процени из 2011. у насељу је живело 1392 становника. Насеље се налази на надморској висини од 219 м.

## Становништво
| 1931. | 1936. | 1951. | 1961. | 1971. | 1981. | 1991. | 2001. | 2011. |
| ----- | ----- | ----- | ----- | ----- | ----- | ----- | ----- | ----- |
| 4.931 | 5.070 | 6.009 | 5.981 | 6.686 | 7.233 | 7.558 | 7.424 | 7.391 |